# Giorgia Moll
Giorgia Moll, talvolta indicata come Georgia Moll o Georgia Mool (Roma, 14 gennaio 1938), è un'attrice e cantante italiana che è stata attiva nel cinema e nella pubblicità televisiva soprattutto tra gli anni cinquanta e gli anni sessanta.

## Biografia
Il suo vero nome è Giorgia Moll. Nata a Roma, come lei stessa ha dichiarato, da padre italiano e madre tedesca, è stata anche una ragazza-copertina, apparendo in un servizio interno sul n. 8 del 1972 della rivista Playmen.
Ancora giovanissima, legò il suo nome ad una celebre campagna pubblicitaria su Carosello reclamizzante un noto dentifricio del quale era testimonial.
Come attrice caratterista è spesso apparsa in produzioni cinematografiche del genere B-movie, prettamente di produzione italiana.
Il suo film più importante – che le ha dato una certa notorietà internazionale – è stato Un americano tranquillo, diretto da Joseph L. Mankiewicz e girato nel 1958 a Saigon (Vietnam) accanto all'attore-eroe statunitense Audie Murphy (un'immagine d'epoca ritrae l'attrice su una curiosa carrozzella accanto a Murphy durante una pausa della lavorazione).
Ne Il disprezzo (1963) di Jean-Luc Godard ha ricoperto il ruolo della segretaria del produttore Jack Palance che intrattiene rapporti di lavoro con il protagonista Michel Piccoli.
Negli anni sessanta la Moll si è anche dedicata all'attività di cantante, incidendo alcuni 45 giri: il più noto di essi è stato Ballata per un amore perduto (Ballade a Sylvie)/Nato in settembre del 1963, in quanto l'autore dei testi di entrambi i brani era Piero Ciampi (mentre l'arrangiatore nonché autore della musica di Nato in settembre era il maestro Elvio Monti).
Dopo aver lasciato il mondo del cinema si è dedicata alla fotografia.

## Filmografia

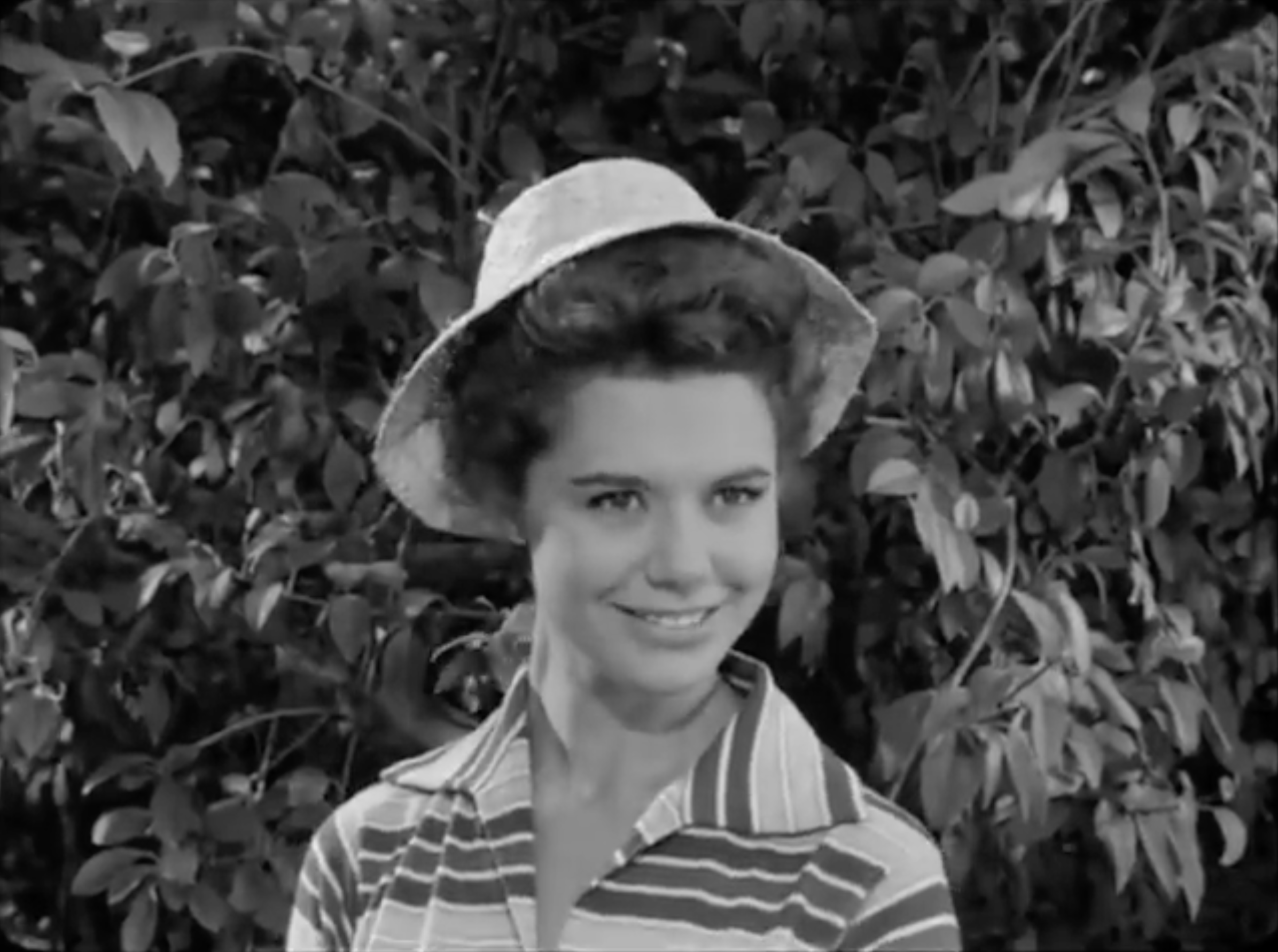
Giorgia Moll in Mariti in città (1957)

Giorgia Moll con John Drew Barrymore ne I cosacchi (1960)

Giorgia Moll in Laura nuda (1961)

### Cinema
- Non scherzare con le donne, regia di Giuseppe Bennati (1955)
- Lo svitato, regia di Carlo Lizzani (1956)
- Mio figlio Nerone, regia di Steno (1956)
- Club di ragazze (Club de femmes), regia di Ralph Habib (1956)
- Difendo il mio amore, regia di Giulio Macchi (1956)
- Mariti in città, regia di Luigi Comencini (1957)
- Un americano tranquillo (The Quiet American), regia di Joseph L. Mankiewicz (1958)
- Mogli pericolose, regia di Luigi Comencini (1958)
- Agi Murad, il diavolo bianco, regia di Riccardo Freda (1959)
- La cambiale, regia di Camillo Mastrocinque (1959)
- Costa Azzurra, regia di Vittorio Sala (1959)
- Tunisi top secret, regia di Bruno Paolinelli (1959)
- Il rossetto, regia di Damiano Damiani (1960)
- La regina delle Amazzoni, regia di Vittorio Sala (1960)
- Le tre "eccetera" del colonnello, regia di Claude Boissol (1960)
- Marina, regia di Paul Martin (1960)
- I cosacchi, regia di Giorgio Rivalta e Viktor Turžanskij (1960)
- Caccia all'uomo, regia di Riccardo Freda (1961)
- Il ratto delle Sabine, regia di Richard Pottier (1961)
- Il ladro di Bagdad, regia di Bruno Vailati e Arthur Lubin (1961)
- Laura nuda, regia di Nicolò Ferrari (1961)
- Solimano il conquistatore, regia di Vatroslav Mimica (1961)
- The Connection, regia di Shirley Clarke (1961)
- Il disprezzo (Le Mépris), regia di Jean-Luc Godard (1963)
- L'isola dell'amore (Island of Love), regia di Morton Da Costa (1963)
- Cover girls - Ragazze di tutti (Cover Girls), regia di José Bénazéraf (1964)
- L'intrigo, regia di Vittorio Sala (1964)
- Il treno del sabato, regia di Vittorio Sala (1964)
- L'arcidiavolo, regia di Ettore Scola (1966)
- Incompreso, regia di Luigi Comencini (1966)
- Requiem per un agente segreto, regia di Sergio Sollima (1966)
- I mercenari muoiono all'alba, regia di Jean Leduc (1967)
- Tom Dollar, regia di Marcello Ciorciolini (1967)
- I barbieri di Sicilia, regia di Marcello Ciorciolini (1967)
- La bionda di Pechino (La blonde de Pekin), regia di Nicolas Gessner (1968)
- Italian Secret Service, regia di Luigi Comencini (1968)
- I gangsters dalla faccia pulita, regia di Helmut Fornbacher (1968)
- Il ladro di crimini (Le Voleur de crimes), regia di Nadine Trintignant (1969)
- Togetherness, regia di Arthur Marks (1970)
- Rekvijem, regia di A. Salja (1970)
- Tutti dentro, regia di Alberto Sordi (1984)

### Televisione
- Armchair Theatre – serie TV, episodio 4x02 (1960)
- I due prigionieri, regia di Anton Giulio Majano – film TV (1985)

## Doppiatrici italiane
- Maria Pia Di Meo in Agi Murad il diavolo bianco, Le tre "eccetera" del colonnello, I cosacchi, Il ladro di Bagdad
- Fiorella Betti in Difendo il mio amore, Il ratto delle Sabine, Tom Dollar
- Rita Savagnone in Il disprezzo, Costa Azzurra
- Renata Marini in Mio figlio Nerone
- Adriana Asti in Laura nuda
- Luisella Visconti in L'arcidiavolo

## Discografia parziale

### 45 giri
- 1964 – Ballata per un amore perduto (Ballade a Sylvie)/Nato in settembre (Ariel, NF 506)
- 1968 – Sentila...quante bugie/L'amore viene passa e va (Vis Radio, VLMQN 056432)